# Aedh Ó Conchobair
Aedh mac Eoghan Ó Conchobair fue rey de Connacht en Irlanda. Es la persona a la que se dirige en el poema Cóir Connacht ar chath Laighean.
Aedh Ó Conchobair era hijo de Eoghan mac Ruaidri Ó Conchobair. En 1288 Maghnus Ó Conchobair, hijo de Conchobair Ruadh mac Muirchertaig Ó Conchobair, depuso a su hermano, Cathal el Rojo como Rey de Connacht. A la muerte de Maghnus en 1293, Cathal reclamó brevemente el trono, pero fue asesinado pocos algunos meses más tarde. Entonces Aedh ascendió al trono.
En 1293 John Fitzgerald, IV Lord Offaly construyó un castillo en Sligech. Al año siguiente, fue arrasado por O'Conchobair. En 1309 O'Conchobair fue asesinado por Aedh Breifnech, del Clan Murtagh O'Connor, que retuvo el trono durante un año.